# Чузя
Чузя — река в Кировской области России, левый приток Косы (бассейн Волги). Протекает в Зуевском районе. Устье реки находится в 66 км по левому берегу Косы. Длина реки — 12 км.
Исток реки на Красногорской возвышенности в 3 км к северу от села Лема. Высота истока — 155,0 м над уровнем моря. Река течёт на северо-восток по холмистой местности, в среднем течении протекает жилую деревню Барменки и несколько покинутых. В деревне Барменки на реке плотина и запруда. Именованных притоков не имеет. Высота устья — 129,2 м над уровнем моря.
Впадает в Косу ниже деревни Слудка.

## Данные водного реестра
По данным государственного водного реестра России относится к Камскому бассейновому округу, водохозяйственный участок реки — Чепца от истока до устья, речной подбассейн реки Вятка. Речной бассейн реки — Кама.